# Wyszanów (Łódź)
Pour les articles homonymes, voir Wyszanów.
Wyszanów est une localité polonaise de la gmina et du powiat de Wieruszów en voïvodie de Łódź.

## Histoire
De 1815 à 1920, Wyschanow fait partie de l'arrondissement de Schildberg (de) puis à partir de 1887, de l'arrondissement de Kempen-en-Posnanie dans le district de Posen au sein de la province de Posnanie.